# エルウィン・スタインハウアー
エルウィン・スタインハウアー（Erwin Steinhauer、1951年9月19日 - ）は、オーストリアの俳優。

## 出演作品
- エアポート/トルネード・チェイサー
- アイガー北壁
- ロストトレジャー2 失われたミイラ伝説